# Harriet Margaret Louisa Bolus
Harriet Margaret Louisa Kensit de Bolus (Lulu) (1877- 1970) foi uma botânica sul-africana.
Por cerca de 60 anos trabalhou como curadora no "Herbário Bolus" (fundado por seu sogro, H. Bolus, estudando a família  Aizoaceae. Publicou mais de duas mil novas taxas (2.954, IPNI). 
Por dez anos, antes da morte do seu sogro em 1911, foi secretária e assistente do seu herbário e biblioteca. Em botânica adquiriu renome internacional pela sua especialização em  Mesembryanthemum e em Erica.

## Algumas publicações
- Notes on Mesembrianthemum and Some Allied Genera, 1928
- A Book of South African Flowers, 1928 & 1936
- Elementary Lessons in Systematic Botany, 1919

Em sua homenagem:
- Gêneros:
  - Kensitia Fedde, 1940
- Espécies :
  - Conophytum bolusiae Schwantes
  - Mesembryanthemum bolusiae Schwantes, 1938
  - Stomatium bolusiae Schwantes